# Ekspedycja 20
Ekspedycja 20 – dwudziesta ekspedycja na Międzynarodową Stację Kosmiczną (ISS), która rozpoczęła się w maju 2009 przybyciem trzech astronautów na pokładzie Sojuza TMA-15. Była to pierwsza ekspedycja, w której na pokładzie przebywało jednocześnie sześciu astronautów. Pierwszych trzech astronautów przeszło z Ekspedycji 19. Dwóch z nich przybyło na ISS na pokładzie Sojuza TMA-14, a trzeci (Kōichi Wakata) przeszedł z Ekspedycji 18. Przybył on promem Discovery STS-119. W trakcie ekspedycji były dwie zmiany jednego członka ekspedycji. Pierwszy raz w czerwcu 2009 przez prom Endeavour STS-127, a drugi raz w sierpniu 2009 przez prom Discovery STS-128.
Giennadij Padałka i Michael Barratt powrócili na Ziemię 11 października 2009 Sojuzem TMA-14. Pozostali na stacji astronauci oraz Maksim Surajew i Jeffrey Williams, którzy dotarli na ISS 2 października na pokładzie Sojuza TMA-16, weszli w skład Ekspedycji 21.

## Załoga

### Załoga pierwsza (od maja do czerwca 2009)
- Giennadij Padałka (3), dowódca - Roskosmos/Rosja
- Michael R. Barratt (1), inżynier pokładowy 1 - NASA/USA
- Kōichi Wakata (3), inżynier pokładowy 2 - JAXA/Japonia
- Frank De Winne (2), inżynier pokładowy 3 - ESA/Belgia
- Roman J. Romanienko (1), inżynier pokładowy 4 - Roskosmos/Rosja
- Robert Thirsk (2), inżynier pokładowy 5 - CSA/Kanada

### Załoga druga (od czerwca do sierpnia 2009)
- Giennadij Padałka (3), dowódca - Roskosmos/Rosja
- Michael R. Barratt (1), inżynier pokładowy 1 - NASA/USA
- Timothy Kopra (1), inżynier pokładowy 2 - NASA/USA
- Frank De Winne (2), inżynier pokładowy 3 - ESA/Belgia
- Roman J. Romanienko (1), inżynier pokładowy 4 - Roskosmos/Rosja
- Robert Thirsk (2), inżynier pokładowy 5 - CSA/Kanada

### Załoga trzecia (od sierpnia do października 2009)
- Giennadij Padałka (3), dowódca - Roskosmos/Rosja
- Michael R. Barratt (1), inżynier pokładowy 1 - NASA/USA
- Nicole P. Stott (1), inżynier pokładowy 2 - NASA/USA
- Frank De Winne (2), inżynier pokładowy 3 - ESA/Belgia
- Roman J. Romanienko (1), inżynier pokładowy 4 - Roskosmos/Rosja
- Robert Thirsk (2), inżynier pokładowy 5 - CSA/Kanada

(liczba w nawiasie oznacza liczbę lotów odbytych przez każdego z astronautów, łącznie z Ekspedycją 20)